# ادریسیان
اِدریسیان (به عربی: الأدارسة) یا آل ادریس دودمان شیعی بودند که طی سال‌های ۱۷۲– ۳۶۳ ه‍. ق / ۷۸۸–۹۷۴ م در مراکش و بخشی از الجزایر فرمانروایی کرده‌اند. ادریسیان نخستین دولت شیعه تاریخ به‌شمار می‌روند. این دودمان خود را به حسن ابن علی منسوب می‌کرد و از این رو با سلسله امامان شیعه پیوسته بود.
بنیانگذار این دودمان ادریس بن عبدالله مشهور به ادریس اول است. او از نوادگان حسن بن علی بود و در قیام فخ علیه هادی خلیفه عباسی مشارکت داشت. پس از سرکوب این قیام توسط عباسیان، ادریس به مصر می‌گریزد. در مصر توسط وزیر برید آنجا، واضح، پنهان شد و سپس مخفیانه به شهر ولیله در مغرب رفت. او در مغرب با جلب حمایت روسای قبایل بربر توانست دولتی مستقل تشکیل دهد و مناطقی از شرق مراکش و غرب الجزایر را فتح کند. پس از مسموم شدن ادریس توسط فرستاده عباسیان، پسرش ادریس دوم به حکومت رسید. در ابتدای سلطنت او، به دلیل خردسالی، دو تن به نام‌های راشد (غلام ادریس اول) و ابوخالد به عنوان نایب السطلنه قلمروی ادریسیان را تا زمانی که ادریس به بلوغ رسید و خود زمام امور را بدست گرفت، اداره می‌کردند. از اقدامات مهم ادریس دوم، تأسیس شهر فاس بود که به یکی از کانون‌های مهم سیاسی و فرهنگی مغرب بدل شد. پس از مرگ ادریس، فرزند او محمد به سلطنت رسید. محمد در طول سلطنت خود قلمروی پدر را بین برادران خود تقسیم کرد. امری که موجب آغاز دوره‌ای از اغتشاشات و جنگ‌های داخلی شد. با به تخت نشستن پسرش یحیی، دولت ادریسیان دوباره ثبات پیدا کرد و آرامش در آن برقرار شد. از اقدامات مهمی که در زمان یحیی انجام گرفت، رونق و توسعه شهر فاس بود. جانشینان یحیی، یحیی بن یحیی، علی بن عمر و یحیی بن قاسم حاکمان ضعیفی بودند و در دوران آنها دوباره مملکت در اغتشاش فرومی‌رود و چندین بار پایتخت ادریسیان، فاس، به دست شورشیان می‌افتد. یحیی چهارم در سال ۲۹۲ ق / ۹۰۵ م به تخت می‌نشیند و پس از مدت‌ها بار دیگر آرامش و ثبات حکم فرما می‌گردد. یحیی چهارم پادشاه توانمندی بود و موفق می‌شود قلمروی ادریسیان را به اوج وسعت برساند. اما دوران شکوه یحیی چهارم با آغاز حکومت فاطمیون همراه می‌شود. در پی هجوم فاطمیون به مغرب، یحیی ناچار می‌شود در سال ۳۰۷ ق / ۹۱۹ م به‌طور ظاهری اقتدار فاطمیون را به رسمیت شناخته و هر سال مقدار معینی خراج به آنها بدهد. چند سال بعد یحیی توسط فاطمیون برکنار و تبعید می‌شود. پس از مدت کوتاهی حاکمیت مستقیم فاطمیون بر مغرب، حسن بن محمد ملقب به حجام، نوه ادریس دوم، در طی یک شورش، کنترل شهر فاس را بدست می‌گیرد و حاکمیت خاندان آل ادریس را احیاء می‌کند. حسن چندین بار با فاطمیون پیکار می‌کند اما عاقبت در پی یک کودتا، کنترل شهر فاس را از دست داد و اندکی بعد درگذشت (۳۱۵ ق / ۹۲۷ م). در سال ۳۱۷ ق/۹۲۹ م بازماندگان آل ادریس به قلعه حجر النسر، در منطقه ریف، پناه می‌برند و مرکز حکومت خود را آنجا قرار می‌دهند. از این تاریخ به بعد مرکز خاندان ادریسی از فاس به حجر النسر منتقل می‌شود. آل ادریس برادر حسن، ابراهیم بن محمد، را رهبر خود قرار می‌دهند. ابراهیم با تلاش‌های خود توانست اقدامات فاطمیون برای فتح قلعه حجر النسر عقیم بگذارد. پس از مرگ ابراهیم، به ترتیب برادر و برادرزاده‌اش، قاسم گنون بن محمد و احمد بن قاسم گنون حکومت کردند. احمد بن قاسم خود را تحت الحمایه خلافت قرطبه کرد و توانست حمایت خلیفه وقت قرطبه، عبدالرحمن سوم، را به دست آورد. بعد مدتی میان احمد و عبدالرحمن اختلاف می‌افتد و در نهایت احمد توسط سپاهیان عبدالرحمن مورد حمله قرار می‌گیرد و توسط او خلع و به اسپانیا تبعید می‌شود. عبدالرحمن برادر او، حسن بن قاسم، را به عنوان حاکم مغرب قرار می‌دهد. در پی لشکرکشی فاطمیون به مغرب، حسن تحت الحمایگی فاطیمون را می‌پذیرد. این عمل دیری نمی‌پاید زیرا خلافت قرطبه اندکی بعد در سال ۳۶۳ ق / ۹۷۴ م دوباره به مغرب حمله و حسن را خلع می‌کند. پس از برکناری حسن، هیچ عضو دیگری از خاندان آل ادریس جانشین او نشد و در نتیجه حکومت ادریسیان برافتاد.
ادریسیان نخستین دولت‌های اسلامی مغرب به‌شمار می‌روند که زمینه را برای مسلمان شدن مردم آن مناطق و همچنین ظهور دولت‌های مسلمان بعدی را فراهم کردند. در زمان ادریسیان اعراب زیادی از مناطق مختلف به مغرب مهاجرت می‌کنند و در آنجا ساکن می‌شوند و این زمینه را برای تغییر زبان و بافت قومیتی مغرب، از بربر به عرب، را فراهم آورد. بسیاری از بازماندگان ادریسیان امروزه در کشور مراکش زندگی می‌کنند.

## فرمانرواها
| نام                                            | طول عمر       | شروع سلطنت | پایان سلطنت | یادداشت                     | دودمان                                                                                     | تصویر |
| ---------------------------------------------- | ------------- | ---------- | ----------- | --------------------------- | ------------------------------------------------------------------------------------------ | ----- |
| ادریس بن عبدالله (ادریس اول)- إدریس بن عبدالله | ۷۴۵ – ۷۹۱     | ۷۸۸        | ۷۹۱         | نخستین امیر دودمان ادریسیان | ادریس بن عبدالله بن حسن بن حسن بن علی بن ابی طالب                                          |       |
| ادریس بن ادریس (ادریس دوم)- إدریس بن إدریس     | اوت ۷۹۱ – ۸۲۸ | ۸۰۳        | ۸۲۸         | پسر ادریس اول               | ادریس بن ادریس بن عبدالله بن حسن بن حسن بن علی بن ابی طالب                                 |       |
| محمد بن ادریس- محمد بن إدریس                   | درگذشت ۸۳۶    | ۸۲۸        | ۸۳۶         | پسر ادریس دوم               | محمد بن ادریس بن ادریس بن عبدالله بن حسن بن حسن بن علی بن ابی طالب                         |       |
| علی بن محمد (علی اول)- علی بن محمد             | ۸۲۷ – ۸۴۸     | ۸۳۶        | ۸۴۸         | پسر محمد بن ادریس           | علی بن محمد بن ادریس بن ادریس بن عبدالله بن حسن بن حسن بن علی بن ابی طالب                  |       |
| یحیی بن محمد (یحیی اول)- یحیی بن محمد          | ۸۲۹–۸۶۴       | ۸۴۸        | ۸۶۴         | پسر محمد بن ادریس           | یحیی بن محمد بن ادریس بن ادریس بن عبدالله بن حسن بن حسن بن علی بن ابی طالب                 |       |
| یحیی بن یحیی (یحیی دوم)- یحیی بن یحیی          | درگذشت ۸۷۴    | ۸۶۴        | ۸۷۴         | پسر یحیی بن محمد            | یحیی بن یحیی بن محمد بن ادریس بن ادریس بن عبدالله بن حسن بن حسن بن علی بن ابی طالب         |       |
| علی بن عمر (علی دوم)- علی بن عمر               | درگذشت ۸۸۳    | ۸۷۴        | ۸۸۳         | عموی یحیی بن محمد           | علی بن عمر بن ادریس بن ادریس بن عبدالله بن حسن بن حسن بن علی بن ابی طالب                   |       |
| یحیی بن قاسم (یحیی سوم)- یحیی بن القاسم        | درگذشت ۹۰۴    | ۸۸۰        | ۹۰۴         | Cousin of Ali ben Omar      | یحیی بن قاسم بن ادریس بن ادریس بن عبدالله بن حسن بن حسن بن علی بن ابی طالب                 |       |
| یحیی بن ادریس (یحیی چهارم)- یحیی بن إدریس      | درگذشت ۹۱۷    | ۹۰۴        | ۹۱۷         | نوه علی بن عمر              | یحیی بن ادریس بن علی بن عمر بن ادریس بن ادریس بن عبدالله بن حسن بن حسن بن علی بن ابی طالب  |       |
| حسن بن محمد (حسن اول)- الحسن بن محمد           | Died 944      | ۹۲۵        | ۹۲۷         | برادرزاده یحیی بن قاسم      | حسن بن محمد بن قاسم بن ادریس بن ادریس بن عبدالله بن حسن بن حسن بن علی بن ابی طالب          |       |
| قاسم بن ابراهیم- القاسم بن ابراهیم             | درگذشت ۹۴۸    | ۹۳۷        | ۹۴۸         | پسر عموی حسن بن محمد        | قاسم بن محمد بن قاسم بن ادریس بن ادریس بن عبدالله بن حسن بن حسن بن علی بن ابی طالب         |       |
| احمد بن قاسم- أحمد بن القاسم                   | درگذشت ۹۵۴    | ۹۴۸        | ۹۵۴         | پسر قاسم بن ابراهیم         | احمد بن قاسم بن محمد بن قاسم بن ادریس بن ادریس بن عبدالله بن حسن بن حسن بن علی بن ابی طالب |       |
| حسن بن قاسم (حسن دوم)- الحسن بن القاسم         | درگذشت ۹۸۵    | ۹۵۴        | ۹۷۴         | برادر احمد بن قاسم          | حسن بن قاسم بن محمد بن قاسم بن ادریس بن ادریس بن عبدالله بن حسن بن حسن بن علی بن ابی طالب  |       |